# Джузепе Тартини
Джузепе Тартини (на италиански: Giuseppe Tartini) е италиански композитор, цигулар и теоретик. Най-известната му творба е сонатата за цигулка в сол минор, наречена „Дяволски трели“ (1713 г.). Формулира принципите на музикалната орнаментика и хармония. Спомага за установяването на модерния стил на цигулковия лък.

## Биография
Тартини е роден на 8 април 1692 г. в Пирано, град на полуостров Истрия, във Венецианската република (сега в Словения). Баща му е Джовани Антонио Тартини, родом от Флоренция, който е служил в солницата в Пирано, майка му е Катерина Заграндо, от едно от най-старите словенски аристократични семейства на Пирано.

Учи в Колежа на благочестивите училища в Каподистрия, там учи и цигулка. През 1708 г. отива в Падуа, за да учи право в университета. Известен фехтовач; през 1710 г. се жени тайно за протеже на епископа на Падуа и се налага да избяга от града, преоблечен като монах – намира убежище в манастир в Асизи. Там усъвършенства музикалното си обучение под ръководството на Бохуслав Матей Чернохорски. Майсторското му свирене повлиява на архиепископа да му позволи да се завърне при жена си в Падуа (1716 г.), след това е поканен във Венеция. През 1721 г. е поканен за капелмайстор на базиликата Сант'Антонио в Падуа. От 1723 до 1725 г. е в Прага като хормайстор на граф Кински. През 1726 г. е отново в Падуа, където през 1728 г. основава своя школа по цигулка, бързо станала международно известна. Джузепе Тартини отпечатва повечето от своите композиции в периода 1728 – 1750 г. 
Един от първите собственици на цигулката „Липински“ на Страдивариус.